# Gott sei Dank durch alle Welt
Gott sei Dank durch alle Welt ist ein Adventslied von Heinrich Held (1620–1659), das 1658 veröffentlicht wurde.

## Inhalt
Der Text bietet eine recht freie Verdeutschung des ambrosianischen Hymnus Veni redemptor gentium. Bereits Martin Luther hatte 1524 mit Nun komm, der Heiden Heiland eine dicht am Originaltext orientierte Übertragung vorgenommen.
Das Lied beginnt mit einem Dank für Gottes Verheißungen, die sich in dieser Welt und Zeit erfüllen. Das hier erscheinende Motiv des Trostes „Tröstet, tröstet mein Volk! spricht euer Gott.“ (Jes 40,1 ) taucht ebenfalls in Strophe 7 auf. Mit „Rat“ wird auf (Jes 9,5 ) angespielt: „Denn uns ist ein Kind geboren, ein Sohn ist uns gegeben, und die Herrschaft ruht auf seiner Schulter; und er heißt Wunder-Rat, Gott-Held, Ewig-Vater, Friede-Fürst…“.
Strophe 2 sieht die Erfüllung in Bezug auf die Erwartung der alttestamentlichen Erzväter gekommen, von denen in Strophe 3 Abraham und Jakob gemeinsam mit der „Hilfe Zions“ ausdrücklich zitiert werden. Diesen Bezügen liegen drei Bibelstellen zugrunde: Die (ausgebliebene) Hilfe Zions ist Thema beim Propheten Jeremia: Siehe, die Tochter meines Volks schreit aus fernem Lande her: „Will denn der HERR nicht mehr Gott sein in Zion oder soll es keinen König mehr haben?“ […] „Die Ernte ist vergangen, der Sommer ist dahin und uns ist keine Hilfe gekommen!“, (Jer 8,19-20 ). In Christus ist diese (nur scheinbar ausgebliebene) Hilfe nun endlich gekommen. „Abrams Lohn“ ist ein Bezug auf eine Verheissung Gottes an Abram: Nach diesen Geschichten begab sich’s, dass zu Abram das Wort des HERRN kam in einer Offenbarung: Fürchte dich nicht, Abram! Ich bin dein Schild und dein sehr großer Lohn, (Gen 15,1 ). „Jakobs Heil“ nimmt Bezug auf ein Gebet, das uns von Jakob überliefert ist: „HERR, ich warte auf dein Heil!“ (Gen 49,18 ).
Während der Ambrosiustext das Lob der Jungfrauengeburt in den ersten vier Strophen reich entfaltet, räumt Heinrich Held dem mit der knappen Wendung „Jungfrau’n Sohn“ drei Silben ein. Mit der schwer eingängigen Konstruktion „zweigestammter Held“ bemüht er sich um eine recht wörtliche Annäherung an die ambrosianischen Wendung „geminae gigans substantiae“ („Held von zweifachem Wesen“), um der Zweinaturenlehre Rechnung zu tragen. Der Versuch erscheint aber anders als Luthers Prägung „Gott von Art und Mensch, ein Held“ wenig geglückt. Im Evangelisch-reformierten Gesangbuch der Schweiz wurde diese schwierige Zeile ersetzt durch «Wunderbar, Rat, Kraft und Held» (vgl. unten). Aufgegriffen wird damit die oben bereits zitierte messianische Prophetie des Propheten Jesaja (Jes 9,5 ), wodurch allerdings der Hinweis des Originals auf die Zweinaturenlehre aufgegeben wurde. Auch am Ende der zweiten Zeile wurde bereits eine Änderung vorgenommen: Der „Jungfau’n Sohn“ wurde – wiederum in Aufnahme  einer Jesaja-Prophetie (Jes 11,1 ) – ersetzt durch „Davids Sohn“.
Die Strophen 4 und 5 erst entfalten den Eingangsgruß der ambrosianischen Vorlage „Veni“ („Komm“) „Sei willkommen … Zeuch ein“, der Bezug nimmt auf den im Evangelium aufgenommenen prophetischen Ruf: „Es ruft eine Stimme: In der Wüste bereitet dem HERRN den Weg, macht in der Steppe eine ebene Bahn unserm Gott!“ (Jes 40,3 ), der individuell-spiritualisierend verstanden wird. Strophe 6 thematisiert in Anspielung an Sacharja „Siehe, dein König kommt zu dir, sanftmütig und reitend auf einer Eselin“ (Sach 9,9 ) das Motiv der Sanftmut.
Das Protevangelium der Urgeschichte „Und ich will Feindschaft setzen zwischen dir und dem Weibe und zwischen deinem Samen und ihrem Samen. Derselbe soll dir den Kopf zertreten, und du wirst ihn in die Ferse stechen“ (Gen 3,15 ) wird in Strophe 8 aufgegriffen.
Das Lied schließt in Strophe 9 mit einem Aufruf zu eigener Aktivität: dem Kommenden selbst entgegenzugehen.
Das Evangelische Gesangbuch (EG 12) enthält die Strophen 1–4. Im Evangelisch-reformierten Gesangbuch der Schweiz (RG 369) finden sich fünf Strophen. Die ersten vier Strophen entsprechen weitgehend denjenigen im EG. Allerdings endet im RG die vierte Strophe mit einem Komma, und es folgt die ursprünglich neunte Strophe als Strophe fünf.

## Melodie
Der Text wird gesungen auf die Melodie: Nun komm, der Heiden Heiland, aus: „Geistliches Gesangbüchlein“, Wittenberg 1524, bzw. auf eine eigene Melodie: Frankfurt am Main, 1659, Halle, 1704, bei Johann Georg Stötzel, 1744.
Außerdem wird er auf die Melodie Hark! The Herald Angels Sing von Felix Mendelssohn Bartholdy gesungen, wobei jeweils zwei Strophen zusammengefasst werden.

## Text
| 1. Gott sei Dank durch alle Welt, Der sein Wort beständig hält Und der Sünder Trost und Rat Zu uns hergesendet hat. 2. Was der alten Väter Schar Höchster Wunsch und Sehnen war, Und was sie geprophezeit, Ist erfüllt in Herrlichkeit. 3. Zions Hilf’ und Abrams Lohn, Jakobs Heil, der Jungfrau’n Sohn, Der wohl zweigestammte Held, Hat sich treulich eingestellt. 4. Sei willkommen, o mein Heil! Dir Hosianna, o mein Teil! Richte du auch eine Bahn Dir in meinem Herzen an. | 5. Zeuch, du Ehrenkönig, ein, Es gehöret dir allein; Mach es, wie du gerne tust, Rein von allem Sündenwust. 6. Und gleichwie dein’ Ankunft war Voller Sanftmut, ohn’ Gefahr, Also sei auch jederzeit Deine Sanftmut mir bereit. 7. Tröste, tröste meinem Sinn, Weil ich schwach und blöde bin Und des Satans schlaue List Sich zu hoch an mir vermisst. 8. Tritt der Schlange Kopf entzwei, Daß ich, aller Ängste frei, Dir im Glauben um und an Selig bleibe zugetan. 9. Daß, wenn du, o Lebensfürst, Prächtig wiederkommen wirst, Ich dir mög’ entgegengehn Und vor Gott gerecht bestehn. |

## Text im Evangelisch-reformierten Gesangbuch der Schweiz
| 1. Gott sei Dank durch alle Welt, der sein Wort beständig hält und der Sünder Trost und Rat zu uns hergesendet hat. 2. Was der alten Väter Schar höchster Wunsch und Sehnen war, was die Seher prophezeit, ist erfüllt in Herrlichkeit. 3. Zions Hilf und Abrams Lohn, Jakobs Heil und Davids Sohn, Wunderbar, Rat, Kraft und Held hat sich treulich eingestellt. 4. Sei willkommen, o mein Heil, Hosianna, dir, mein Teil. Richte du auch eine Bahn dir in meinem Herzen an, 5. Dass, wenn du, o Lebensfürst, prächtig wiederkommen wirst, ich dir mög entgegengehn und gerecht vor dir bestehn. |